# Cancrinite
La cancrinite est une espèce minérale, du groupe des silicates sous-groupe des tectosilicates de formule Na6Ca2CO3,Al6Si6O24·2H2O avec des traces : Ti ; Fe ; Mg ; K ; Cl ; S.

## Inventeur et étymologie
Décrite par le minéralogiste allemand Gustav Rose en 1839 et nommé d'après Georges Cancrin (1774-1845), ministre russe des finances.

## Topotype
Dans les Mont Tunkinsk, à l'ouest d'Irkoutsk en Sibérie.

## Cristallographie
- Paramètres de la maille conventionnelle : {\displaystyle a} = 10,95 Å, {\displaystyle b} = 12,7 Å, {\displaystyle c} = 5,15, Å ; Z = 1 ; V = 719,36 Å3.
- Densité calculée = 2,43 g cm−3

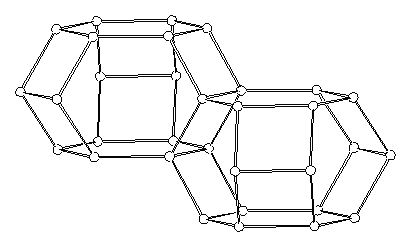
Connexion de deux molécules de cancrinite.
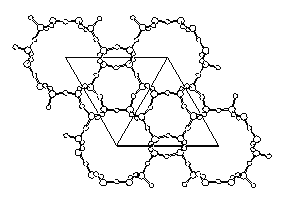
Projection sur l’axe C de la structure cristalline de la cancrinite.

## Gîtologie
- Dans les roches ignées par altération de la néphéline.

Elle est classée dans un groupe de minéraux dit foïdite regroupant des feldspaths alcalins pauvres en silice.
- On en trouve notamment associée à la bauxite - et sous forme de petites particules, associée à de l'hématite - dans les boues rouges qui sont des déchets de l'industrie aluminière[3].

## Critères de reconnaissance
Phénomène inhabituel chez les minéraux du groupe des silicates, il produit une effervescence lorsqu'exposé à l'acide chlorhydrique en raison des ions carbonates qu'il comprend.

## Utilisation
Les pierres gemmes peuvent être taillées comme pierre fine.